# CAGE FORCE (2010年4月)
CAGE FORCE（ケージ・フォース）は、日本の総合格闘技団体「CAGE FORCE」の大会の一つ。2010年4月11日、東京都江東区有明のディファ有明で開催された。

## 大会概要
メインイベントではCAGE FORCE初参戦となった石川英司が宮澤元樹と対戦し、判定勝ちを収めた。
セミファイナルでは高木健太が村山暁洋と対戦し、開始48秒スタンドでの右肘打ちで失神KO勝ちを収めた。
予定されていた長岡弘樹 vs. 橋本朝人は、橋本の負傷により中止された。
休憩中には、3月31日のUFC Fight Night: Florian vs. Gomiで勝利を収めた岡見勇信がケージ内で勝利報告を行った。

## 試合結果

### プレリミナリー・ファイト
プレリミナリー・ファイト バンタム級 3分3R
○  寺嶋孝祐 vs.  ICE ×
1R 0:43 KO（右ストレート→パウンド）

### 本戦カード
第1試合 フェザー級 3分3R
○  佐々木憂流迦 vs.  スネーク敦 ×
1R 0:30 チョークスリーパー
第2試合 ライト級 3分3R
○  江上剛 vs.  堀本祐介 ×
3R終了 判定3-0
第3試合 バンタム級 3分3R
○  永井裕也 vs.  小林聖人 ×
3R終了 判定3-0
第4試合 ウェルター級 3分3R
○  井上雄策 vs.  鶴巻伸洋 ×
1R 2:48 TKO（レフェリーストップ：スタンドパンチ連打）
第5試合 フェザー級 3分3R
△  市川ランデルマン vs.  津田勝憲 △
3R終了 判定1-1
第6試合 フライ級 3分3R
○  小塚誠司 vs.  板谷一樹 ×
3R 1:59 TKO（レフェリーストップ：右ストレート→パウンド）
第7試合 ウェルター級 5分3R
○  高木健太 vs.  村山暁洋 ×
1R 0:48 KO（右肘打ち）
第8試合 ウェルター級 5分3R
○  石川英司 vs.  宮澤元樹 ×
3R終了 判定3-0